# Selvyn Davids
Selvyn Davids, född 26 mars 1994, är en sydafrikansk rugbyspelare. Han ingick i det sydafrikanska lag som tog brons i sjumannarugby vid OS 2024 i Paris.